# Шмидт, Рената
Не путать с политиком от СДПГ Ренатой Шмидт, родившейся в 1948 г. в Берлине, членом ландтага земли Саксония-Анхальт
Рената Шмидт (нем. Renate Schmidt, урожденная Покорны) (12 декабря 1943 года, Ханау, Гессен) — немецкий политик (СДПГ). Вице-президент Бундестага Германии (1990—1994), федеральный министр по делам семьи, пожилых людей, женщин и молодежи во втором кабинете Шрёдера (2002—2005). Почётный гражданин города Нюрнберг (2014, Германия).

## Биография
Родилась 12 декабря 1943 года в Ханау (федеральная земля Гессен).
В 1961 году Ренате Шмидт пришлось преждевременно бросить гимназию во Фюрте. После замужества и рождения ребенка в том же году она начала учиться на программиста в компании Quelle, а также на системного аналитика.
В 1972 году стала членом производственного совета (1972 −1980). С 1975 года Ренате Шмидт также была членом генерального производственного совета и экономического комитета группы.
С 1980 по 1988 год — заместитель государственного председателя Торгово-банковского и страхового профсоюза в Баварии. С 2000 по 2002 год — президент центрального офиса KDV (Центральный офис по вопросам защиты лиц, отказывающихся от военной службы по убеждениям) с мая 2002 по октябрь 2002 года- президент Немецкой семейной ассоциации.
Рената Шмидт является членом СДПГ с 1972 года. Вместе со своим первым мужем в 1973 году она основала местную группу Социалистической молодежи Германии (Фалькен), которую возглавляла до 1978 года.
С 1991 по 2000 год- государственный председатель СДПГ в Баварии.
Депутат Бундестага Германии с 1980 по 1994 год. С 1987 по 1990 год — заместитель председателя парламентской группы СДПГ и председатель парламентской группы «Равенство мужчин и женщин». С 1990 по 1994 год — вице-президент Бундестага Германии.
С 1994 по 2002 год — член ландтага Баварии, а также до 2000 года — председатель парламентской группы СДПГ (избирательный округ Нюрнберг-Норд, избрана прямым голосованием).
На государственных выборах в 1994 и 1998 годах она была главным кандидатом от СДПГ на пост премьер-министра Баварии, но не смогла победить действующего президента Эдмунда Штойбера. В мае 2000 года покинула руководство партийно-парламентской группы с намерением уйти из политики.
С 1991 по 2005 год — член президиума СДПГ, с 1997 по 2003 год — заместитель федерального председателя СДПГ.
С 22 октября 2002 г. по 22 ноября 2005 г. Рената Шмидт была федеральным министром по делам семьи, пожилых людей, женщин и молодежи в федеральном правительстве, возглавляемом Герхардом Шрёдером .
В Бундестаге 15-го созыва (2005—2009) (первый кабинет Меркель) она снова вошла в состав правительства, была членом Комитета по оценке образования, исследований и технологий.
2009 году Шмидт решила больше не баллотироваться в депутаты Бундестага.
Будучи федеральным министром выступала за отмену воинской повинности и альтернативной службы.
Рената Шмидт является членом Ассоциации Против забвения — За демократию, член совета попечителей в движении Больше Демократии и Ассоциации немецкой семьи и др. Член почётного совета AMCHA Germany, центральной организации психосоциальной помощи пережившим Холокост и их потомкам в Израиле.

## Семья
Ренате Шмидт выросла в протестантской семье.
Первый муж Ренаты Шмидт- инженер-строитель и архитектор Герхардт Шмидт (скончался в 1984 г.). В мае 1998 года она во второй раз вышла замуж за социолога и художника Хассо фон Хеннингеса, с которым живет в Нюрнберге. У неё трое детей и четверо внуков от первого брака.

## Награды
С 2014 года она является почетным гражданином города Нюрнберга.
Награждена медалью Лютера Евангелической церкви Германии (EKD) в октябре 2014 года.
В мае 2014 года она получила Золотую медаль за заслуги перед Немецкой семейной ассоциацией за свою приверженность праву голоса с рождения и др.

## Публикации
- Mut zur Menschlichkeit, ECON Verlag, 1995.
- SOS Familie. Ohne Kinder sehen wir alt aus, Rowohlt Verlag, 2002.
- Anmerkung der Bundesministerin Renate Schmidt zum Familienwahlrecht Архивная копия от 17 августа 2019 на Wayback Machine in Humboldt Forum Recht.
- Lasst unsere Kinder wählen!, Kösel-Verlag 2013.
- mit Helma Sick: Ein Mann ist keine Altersvorsorge, Kösel-Verlag 2015.